# Урданета (Філіппіни)
Урданета (пангасінан: Siyudad na Urdaneta; ілоканська: Siyudad ti Urdaneta; філіппінська: Lungsod ng Urdaneta) — місто 2-го класу в провінції Пангасінан, Філіппіни. За даними перепису 2020 року, населення становить 144 577 осіб. 

## Географія
Урданета знаходиться за 182 кілометри (113 миль) від Маніли, за 28 кілометрів (17 миль) від Дагупана та за 59 кілометрів (37 миль) від столиці провінції Лінгайєн. Має земельну площу 12100 га.

### Барангаї
Урданета політично поділена на 34 барангаї. Ці барангаї очолюють виборні посадові особи: капітан Барангаїв, Рада Барангаїв, члени якої називаються радниками Барангаїв. Усі вони обираються кожні три роки.

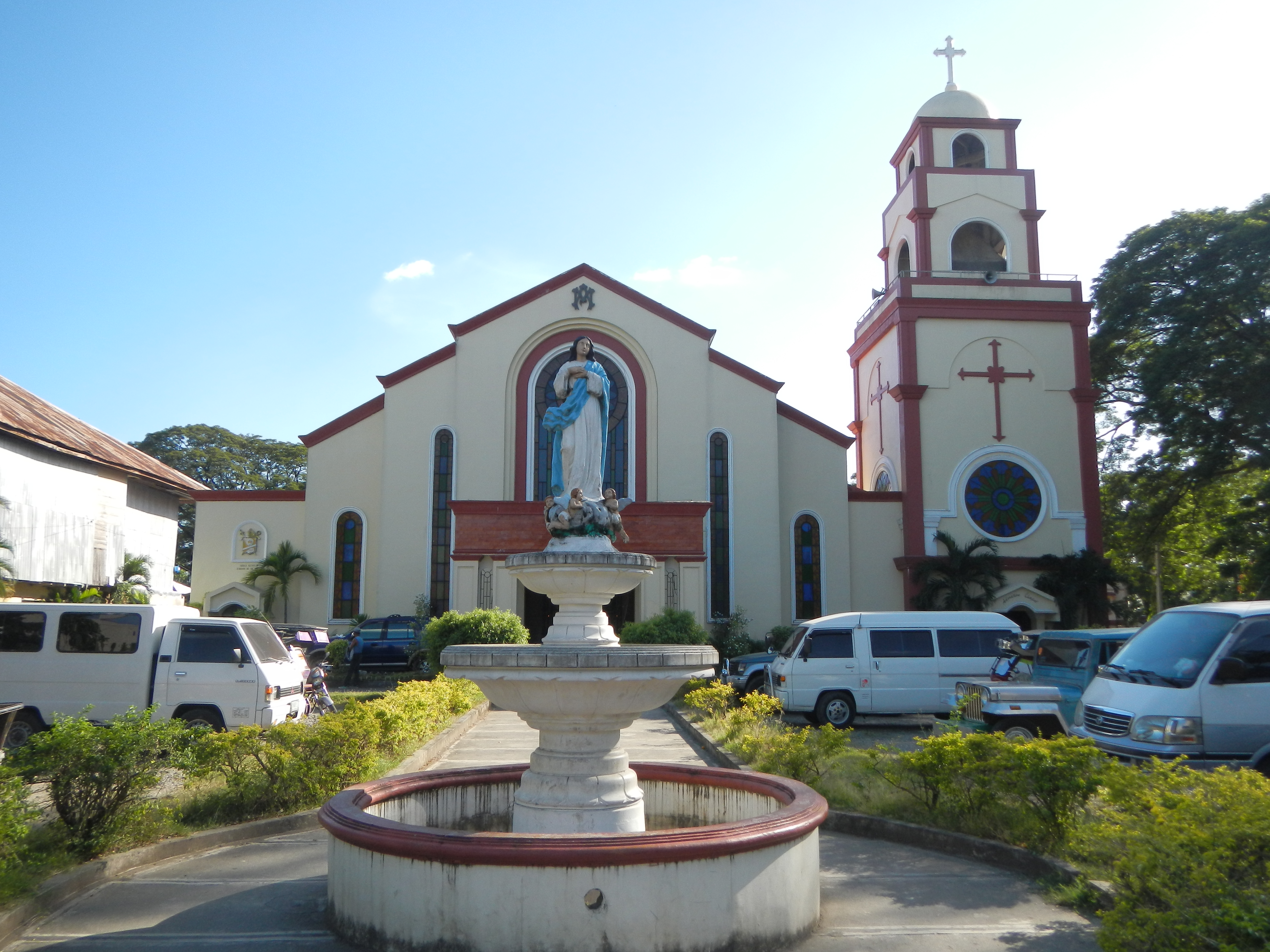
Собор Непорочного Зачаття

- Anonas
- Bactad East
- Bayaoas
- Bolaoen
- Cabaruan
- Cabuloan
- Camanang
- Camantiles
- Casantaan
- Catablan
- Cayambanan
- Consolacion
- Dilan-Paurido
- Labit Proper
- Labit West
- Mabanogbog
- Macalong
- Nancalobasaan
- Nancamaliran East
- Nancamaliran West
- Nancayasan
- Oltama
- Palina East
- Palina West
- Собор Непорочного ЗачаттяPedro T. Orata (Bactad Proper)
- Pinmaludpod
- Poblacion
- San Jose
- San Vicente
- Santa Lucia
- Santo Domingo
- Sugcong
- Tiposu
- Tulong

## Релігія

#### Римо-католицька церква
Собор Урданети або Собор Непорочного Зачаття 1858 року в Урданеті є частиною вікаріату Богоматері. Його вікарними форанами є о. Альберто Т. Аренос і отець Елпідіо Ф. Сілва молодший. Його свято 8 грудня. Його головою є єпископ Хасінто Агкаолі Хосе, JCL, DD. Заснований 8 січня 1858 року, він знаходиться під юрисдикцією римо-католицької архієпархії Лінгайєн-Дагупан, римо-католицької єпархії Урданета.
Діоцезію очолює єпископ Хасінто Хосе (народився 29 жовтня 1950 року в Мангато, місто Лаоаг. Він служить віце-головою єпископської комісії з соціальних комунікацій і засобів масової інформації Конференції католицьких єпископів Філіппін (CBCP) і членом єпископської комісії у справах молоді.
Філіппінська незалежна церква або Агліпаянська церква
Центральна богословська семінарія Агліпай (ACTS) в місті Урданета, Пангасінан, є регіональною семінарією церкви, призначеною для служіння єпархіям Північно-Центрального та Південно-Центрального Лусона. ACTS пропонує програми бакалавра богослов’я та богослов’я для тих, хто прагне вступити до рукоположеного служіння в Церкві. Це чотирирічна навчальна програма з навчальним планом, зосередженим на біблійних, богословських, історичних та пастирських дослідженнях з посиланням на управління та розвиток парафії та ширший культурний і соціальний контекст. Члени Філіппінської незалежної церкви або Агліпаяни займають друге місце за кількістю членів у місті.